# Gourmandises (песня)
«Gourmandises» (рус. Лакомства) — четвёртый сингл французской певицы Alizée, выпущенная в августе 2001 года. Как и предыдущие синглы, кроме оригинальной композиции содержит инструментальную версию.

## Список композиций
CD-сингл Polydor
1. Gourmandises (4:16)
2. Gourmandises (Instrumental) (4:10)

CD-Maxi Polydor
1. Gourmandises (сингл версия) (4:10)
2. Gourmandises (Les Baisers Dance Mix) (8:25)
3. Gourmandises (Loup y es-tu ? Groovy Mix) (6:30)
4. Gourmandises (Remix Gourmand) (5:35)

Цифровой сингл
1. "Gourmandises (4:16)

Французский виниловый сингл
Сторона A :
1. Gourmandises (Les Baisers Dance Mix) (8:25)

Сторона B:
1. Gourmandises (сингл версия) (4:10)
2. Gourmandises (Loup y es-tu ? Groovy Mix) (6:30)

## Чарты, сертификации, продажи
| Чарт (2001)                    | Наивысшее место |
| ------------------------------ | --------------- |
| Бельгия (Валлония)             | 21              |
| Франция                        | 14              |
| Годовой Чарт                   | Место           |
| 2001 French SNEP Singles Chart | 59              |

| Страна  | Сертификация | Продажи/отгрузки |
| ------- | ------------ | ---------------- |
| Франция | Серебряная   | 174 000          |